# シェルバン・ゲネア
シェルバン・ゲネア（Șerban Ghenea）は、カナダのレコーディング・エンジニア。グラミー賞に45回ノミネートされ、21回受賞している。

## 概要
ゲネアはルーマニアで生まれ、1976年に家族と共にモントリオールに移住した。その後、ジョン・アボット・カレッジ、コンコルディア大学、そしてマギル大学に通った。
ゲネアの息子、アレックスもレコーディング・エンジニアおよびプロデューサーである。66回目（2024年）および67回目（2025年）のグラミー賞では、シェルバンとアレックスは別々の録音で「ベスト・ダンス・ポップ・レコーディング」部門にノミネートされた。

## キャリア
ゲネアのキャリアは、1993年に彼のガールフレンド（現在の妻）を訪ねた際、テディ・ライリーとの偶然の出会いから始まった。その結果、ライリーは彼を社内のレコーディング・エンジニアとして雇うことになった。手がけたアーティストに、ジュース・ワールド、アリアナ・グランデ、アデル、テイラー・スウィフト、ザ・ウィークエンド、レディー・ガガ、デミ・ロヴァート、ブルーノ・マーズ、ブリトニー・スピアーズ、ジャスティン・ティンバーレイクなどが含まれている。また、ライリーと共に、マイケル・ジャクソンやブラックストリートのプロジェクトにも携わった。

## 受賞
ゲネアは2004年、46回目のグラミー賞でジャスティン・ティンバーレイクの『Justified』で初めてグラミー賞を受賞した。2024年現在、ゲネアはグラミー賞に45回ノミネートされ、21回のグラミー賞と3回のラテン・グラミー賞を受賞している。グラミー賞のアルバム・オブ・ザ・イヤーでを5回受賞している。受賞したアルバムは、テイラー・スウィフトの『1989』（2014年）、『Folklore』（2020年）、『Midnights』（2022年）、アデルの『25』（2015年）、ブルーノ・マーズの『24K Magic』（2016年）である。また、シャキーラの『Fijación Oral, Vol. 1』（2005年）でラテン・グラミー賞のアルバム・オブ・ザ・イヤーも受賞している。